# Knock (Mayo)
Knock (irl. An Cnoc lub Cnoc Mhuire - w tłumaczeniu: „Wzgórze Maryi Dziewicy”) – wieś w zachodniej części Irlandii w hrabstwie Mayo. Liczba ludności: 811 (2011).

## Objawienie Matki Bożej

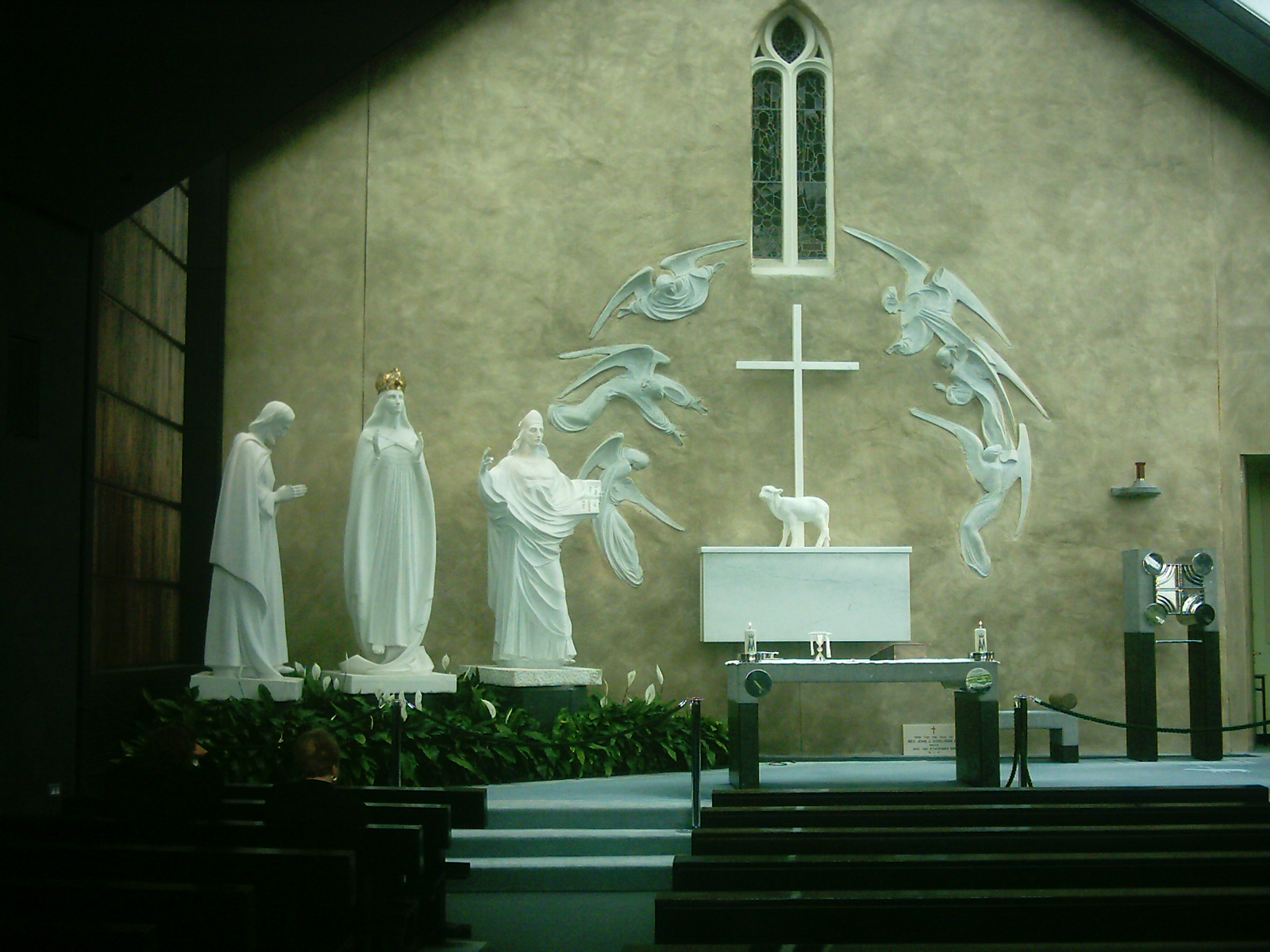
Ołtarz w kaplicy w Knock przedstawiający scenę objawienia

Katolicy wierzą, że wieczorem 21 sierpnia 1879 roku na ścianie miejscowego kościoła pw. św. Jana Chrzciciela ukazała się Matka Boża w towarzystwie św. Józefa i św. Jana Ewangelisty. Od tego momentu miejsce to stało się centrum pielgrzymek. Dwie komisje kościelne (w 1879 i 1936 roku) uznały wiarygodność zeznań uczestników wydarzenia. Ze względu na liczne uzdrowienia zaczęto nazywać Knock drugim Lourdes. Obecnie do Knock przybywa do 1,5 mln pielgrzymów rocznie.
W setną rocznicę objawień odwiedził to miejsce papież Jan Paweł II, nadając kościołowi Maryi Królowej Irlandii godność bazyliki. Kościół ten, mogący pomieścić ok. 15 tys. osób, oraz pobliskie lotnisko Ireland West Airport Knock zostały wybudowane z inicjatywy proboszcza Jamesa Horana.